# Markus Soomets
Markus Soomets (Tartu, 2 de marzo de 2000) es un futbolista estonio. Su posición es la de mediocampista y su club es el IK Start de la Primera División de Noruega.

## Trayectoria

### FC Flora Tallin
El 17 de enero de 2020 se hizo oficial su llegada al F. C. Flora Tallin firmando un contrato hasta 2023.
A finales de 2024 se marchó a los Países Bajos para jugar en el F. C. Den Bosch. Allí completó la temporada y en julio fichó por el IK Start.

## Selección nacional

### Absoluta
Su debut oficial con la selección absoluta fue el 11 de noviembre del 2020 en un partido amistoso contra Italia arrancando como titular y completando los 90', al final su equipo terminó perdiendo el encuentro por marcador de 4-0.

### Participaciones en selección nacional
| Torneo                        | Categoría | Sede | Resultado | Partidos | Goles |
| ----------------------------- | --------- | ---- | --------- | -------- | ----- |
| Liga de Naciones UEFA 2020-21 | Absoluta  | UEFA | Descenso  | 1        | 0     |
| Liga de Naciones UEFA 2022-23 | Absoluta  | UEFA | Ascenso   | 3        | 0     |

## Estadísticas

### Clubes
Actualizado al último partido jugado el 8 de abril de 2023.
| FC Santos Tartu Estonia | 2.ª           | 2015          | 6   | 0 | -  | - | -  | - | 6   | 0 | 0    |
| FC Santos Tartu Estonia | 2.ª           | 2016          | 21  | 1 | 1  | 0 | -  | - | 22  | 1 | 0,05 |
| FC Santos Tartu Estonia | 2.ª           | 2017          | 29  | 0 | -  | - | -  | - | 29  | 0 | 0    |
| FC Santos Tartu Estonia | Total club    | Total club    | 56  | 1 | 1  | 0 | 0  | 0 | 57  | 1 | 0,02 |
| JK Tammeka Tartu Estonia | 1.ª           | 2019          | 3   | 2 | -  | - | -  | - | 3   | 2 | 0,67 |
| JK Tammeka Tartu Estonia | Total club    | Total club    | 3   | 2 | 0  | 0 | 0  | 0 | 3   | 2 | 0,67 |
| Rende · Italia | 3.ª           | 2019-20       | 4   | 0 | -  | - | -  | - | 4   | 0 | 0    |
| Rende · Italia | Total club    | Total club    | 4   | 0 | 0  | 0 | 0  | 0 | 4   | 0 | 0    |
| F. C. Flora Tallin Estonia | 1.ª           | 2020          | 18  | 0 | 3  | 1 | 4  | 0 | 25  | 1 | 0,04 |
| F. C. Flora Tallin Estonia | 1.ª           | 2021          | 22  | 1 | 2  | 0 | 13 | 0 | 37  | 1 | 0,03 |
| F. C. Flora Tallin Estonia | 1.ª           | 2022          | 35  | 1 | 3  | 0 | 2  | 0 | 40  | 1 | 0,03 |
| F. C. Flora Tallin Estonia | 1.ª           | 2023          | 2   | 0 | 1  | 0 | -  | - | 3   | 0 | 0,00 |
| F. C. Flora Tallin Estonia | Total club    | Total club    | 77  | 2 | 9  | 1 | 19 | 0 | 105 | 3 | 0,03 |
| Total carrera | Total carrera | Total carrera | 141 | 5 | 10 | 1 | 19 | 0 | 170 | 6 | 0,04 |
| (1) Incluye datos de Copa de Estonia y Supercopa de estonia. (2) Incluye datos de Liga Europa de la UEFA y Liga de Campeones de la UEFA. (3) No incluye goles en partidos amistosos. |               |               |     |   |    |   |    |   |     |   |      |

### Selección de Estonia
Actualizado al último partido jugado el 8 de enero de 2023.
| Selección        | Año   | Eliminatorias | Eliminatorias | Eliminatorias | Continental | Continental | Continental | Mundial | Mundial | Mundial | Amistosos | Amistosos | Amistosos | Total | Total | Total  | Media goleadora |
| Selección        | Año   | Part.         | Goles         | Asist.        | Part.       | Goles       | Asist.      | Part.   | Goles   | Asist.  | Part.     | Goles     | Asist.    | Part. | Goles | Asist. | Media goleadora |
| ---------------- | ----- | ------------- | ------------- | ------------- | ----------- | ----------- | ----------- | ------- | ------- | ------- | --------- | --------- | --------- | ----- | ----- | ------ | --------------- |
| Absoluta Estonia |       |               |               |               |             |             |             |         |         |         |           |           |           |       |       |        |                 |
| 2020             | —     | —             | —             | 1             | 0           | 0           | —           | —       | —       | 1       | 0         | 0         | 2         | 0     | 0     | 0      |                 |
| 2021             | 1     | 0             | 0             | —             | —           | —           | —           | —       | —       | 2       | 0         | 0         | 3         | 0     | 0     | 0      |                 |
| 2022             | —     | —             | —             | 3             | 0           | 1           | —           | —       | —       | 3       | 0         | 0         | 6         | 0     | 1     | 0      |                 |
| 2023             | —     | —             | —             | —             | —           | —           | —           | —       | —       | 1       | 0         | 0         | 1         | 0     | 0     | 0      |                 |
| Total            | 1     | 0             | 0             | 4             | 0           | 1           | 0           | 0       | 0       | 7       | 0         | 0         | 12        | 0     | 1     | 0      |                 |
| Total            | Total | 1             | 0             | 0             | 4           | 0           | 1           | 0       | 0       | 0       | 7         | 0         | 0         | 12    | 0     | 1      | 0               |
| 1. 2.            |       |               |               |               |             |             |             |         |         |         |           |           |           |       |       |        |                 |

#### Partidos internacionales
| Detalle de partidos internacionales | Detalle de partidos internacionales | Detalle de partidos internacionales                    | Detalle de partidos internacionales | Detalle de partidos internacionales | Detalle de partidos internacionales | Detalle de partidos internacionales | Detalle de partidos internacionales | Detalle de partidos internacionales |
| N.º                                 | Fecha                               | Estadio                                                | Rival                               | Resultado                           | Goles                               | Asist.                              | Competición                         | Ref.                                |
| Selección absoluta                  | Selección absoluta                  | Selección absoluta                                     | Selección absoluta                  | Selección absoluta                  | Selección absoluta                  | Selección absoluta                  | Selección absoluta                  | Selección absoluta                  |
| ----------------------------------- | ----------------------------------- | ------------------------------------------------------ | ----------------------------------- | ----------------------------------- | ----------------------------------- | ----------------------------------- | ----------------------------------- | ----------------------------------- |
| 1.                                  | 11 de noviembre de 2020             | Estadio Artemio Franchi, Florencia, Italia             | Italia                              | 4:0                                 |                                     |                                     | Amistoso                            |                                     |
| 2.                                  | 18 de noviembre de 2020             | Estadio Borís Paichadze, Tiflis, Georgia               | Georgia                             | 0:0                                 |                                     |                                     | Liga de Naciones UEFA 2020-21       |                                     |
| 3.                                  | 1 de junio de 2021                  | Estadio LFF, Vina, Lituania                            | Lituania                            | 0:1                                 |                                     |                                     | Amistoso                            |                                     |
| 4.                                  | 4 de junio de 2021                  | Estadio Olímpico de Helsinki, Helsinki, Finlandia      | Finlandia                           | 0:1                                 |                                     |                                     | Amistoso                            |                                     |
| 5.                                  | 13 de noviembre de 2021             | Estadio Rey Balduino, Bermudas, Bélgica                | Bélgica                             | 3:1                                 |                                     |                                     | Clasificación UEFA Mundial 2022     |                                     |
| 6.                                  | 5 de junio de 2022                  | Estadio El Sadar, Pamplona, España                     | Argentina                           | 5:0                                 |                                     |                                     | Amistoso                            |                                     |
| 7.                                  | 9 de junio de 2022                  | Estadio Nacional Ta' Qali, La Valeta, Malta            | Malta                               | 1:2                                 |                                     | 90'                                 | Liga de Naciones UEFA 2022-23       |                                     |
| 8.                                  | 13 de junio de 2022                 | Estadio Qemal Stafa, Tirana, Albania                   | Albania                             | 0:0                                 |                                     |                                     | Amistoso                            |                                     |
| 9.                                  | 23 de septiembre de 2022            | A. Le Coq Arena, Tallin, Estonia                       | Malta                               | 2:1                                 |                                     |                                     | Liga de Naciones UEFA 2022-23       |                                     |
| 10.                                 | 26 de septiembre de 2022            | Estadio Olímpico de San Marino, Serravalle, San Marino | San Marino                          | 0:4                                 |                                     |                                     | Liga de Naciones UEFA 2022-23       |                                     |
| 11.                                 | 19 de noviembre de 2022             | A. Le Coq Arena, Tallin, Estonia                       | Lituania                            | 2:0                                 |                                     |                                     | Copa Báltica 2022                   |                                     |
| 12.                                 | 8 de enero de 2023                  | Estádio da Nora, Ferreiras, Portugal                   | Islandia                            | 1:1                                 |                                     |                                     | Amistoso                            |                                     |

## Palmarés

### Títulos nacionales
| Título               | Club               | País    | Año  |
| -------------------- | ------------------ | ------- | ---- |
| Supercopa de Estonia | F. C. Flora Tallin | Estonia | 2020 |
| Copa de Estonia      | F. C. Flora Tallin | Estonia | 2020 |
| Meistriliiga         | F. C. Flora Tallin | Estonia | 2020 |
| Supercopa de Estonia | F. C. Flora Tallin | Estonia | 2021 |
| Meistriliiga         | F. C. Flora Tallin | Estonia | 2022 |